# Tavankutska šuma
46°05′21″N 19°28′51″E / 46.089067°N 19.48082°E
Tavankutska šuma ili Čikerijska šuma je zaštićeno područje u pripremi. 
Nalazi se na sjeveru vojvođanskog dijela Bačke u selu Tavankutu.
Proljeća 2013. održane su tribine na kojima se razmatrala mogućnost zaštite ove šume. Razmatrani su argumenti za pokretanje postupka zaštite ove šume na gradskoj razini te uključivanje budućenog zaštićenog resursa u turističku ponudu. 
Očekuje se da će postupak zaštite trajati najmanje godinu i pol dana. Visina stupnja zaštite ovisit će o tome koje su sve biljne i životinjske vrste prisutne u Tavankutskoj šumi.
Planira s izraditi studiju o zaštitu u kojoj će se definirati sve aspekte zaštite ovog područja: zone s različitim režimima zaštite, način kako će se koristiti ovo područje, tko će upravljati te ostalo. S obzirom na to da su neki podatci već prikupljeni, računa se da bi se Tavankutsku šumu moglo staviti pod zaštitu i samo gradskom odlukom. Računa se i na pokrajinski Zavod za zaštitu prirode kojem će prikupljeni podatci pomoći pri izradi Studije o zaštiti. 